# 빈스 벨라스케즈
빈센트 존 벨라스케스(Vincent John Velasquez, 1992년 6월 7일 ~ )는 미국의 야구 선수이자, 현 KBO 리그 롯데 자이언츠의 투수이다.

## 미국 프로야구 시절
2010년에 휴스턴 애스트로스에 입단하였다.

## 한국 프로야구 시절
2025년 8월 7일에 터커 데이비드슨을 대체할 외국인 투수로 영입되었다.